# Qingdao Red Lions FC
Der Qingdao Red Lions Football Club (chinesisch 青岛红狮足球俱乐部) ist ein chinesischer Fußballverein aus Qingdao. Aktuell, Oktober 2024, spielt der Verein in der zweiten Liga, der China League One.

## Geschichte
Der Verein wurde von Piet van der Pol und seinem Konsortium am 14. März 2016 als Qingdao Hongshi Football Club gegründet. Wann er in seinen heutigen Namen Qingdao Red Lions Football Club umbenannt wurde, ist unbekannt.

## Namenshistorie
| von           | bis | Vereinsname                     |
| ------------- | --- | ------------------------------- |
| 14. März 2016 | ?   | Qingdao Hongshi Football Club   |
| ?             |     | Qingdao Red Lions Football Club |

## Stadion
Der Verein trägt seine Heimspiele im Qingdao Tiantai Stadium (chinesisch 青岛市天泰体育场) in Qingdao (chinesisch 青島市 / 青岛市). Das Stadion hat ein Fassungsvermögen von 20.525 Personen.

## Trainer
| Trainer              | von                | bis                |
| -------------------- | ------------------ | ------------------ |
| Jan Poortvliet       | 1. März 2016       | 31. Januar 2017    |
| Gert Heerkes         | 1. Februar 2017    | 31. Dezember 2017  |
| Zuojin Guo           | 1. Januar 2018     | 31. Dezember 2018  |
| Tomaz Kavcic         | 9. April 2019      | 1. Februar 2020    |
| Javier Muñoz Sanchez | 15. Oktober 2020   | 21. April 2021     |
| Raúl Cañete          | 22. April 2021     | 4. November 2021   |
| Yi'nan Li            | 5. November 2021   | 18. November 2022  |
| Xinbo Sun            | 21. April 2023     | 13. September 2024 |
| Yongkang Ma          | 14. September 2024 |                    |

## Aktueller Kader
| Nr. |                     | Position | Name            |
| --- | ------------------- | -------- | --------------- |
| 1   | China Volksrepublik | TW       | Zhu Quan        |
| 3   | China Volksrepublik | AB       | Sun Ningzhe     |
| 5   | China Volksrepublik | AB       | Huang Xuheng    |
| 6   | China Volksrepublik | AB       | Zheng Haokun    |
| 9   | Frankreich          | ST       | Yaya Sanogo     |
| 10  | Togo                | MF       | Samuel Asamoah  |
| 11  | Irland              | ST       | Jimmy Mwanga    |
| 13  | China Volksrepublik | ST       | Zanhar Besathan |
| 15  | China Volksrepublik | MF       | Jia Xiaochen    |
| 16  | China Volksrepublik | AB       | Chen Long       |
| 17  | China Volksrepublik | ST       | Lian Chen       |
| 18  | China Volksrepublik | ST       | He Youzu        |
| 19  | China Volksrepublik | ST       | Ren Lihao       |
| 20  | China Volksrepublik | MF       | Nie Aoshuang    |
| 21  | China Volksrepublik | MF       | Hai Xiaorui     |
| 23  | China Volksrepublik | AB       | Zhang Liang     |

| Nr. |                     | Position | Name          |
| --- | ------------------- | -------- | ------------- |
| 25  | China Volksrepublik | MF       | Tang Yixuan   |
| 26  | China Volksrepublik | TW       | Zeng Yi       |
| 28  | China Volksrepublik | AB       | Sun Xu        |
| 29  | China Volksrepublik | MF       | Chen Ji       |
| 30  | China Volksrepublik | AB       | Chen Xin      |
| 31  | China Volksrepublik | MF       | Li Guihao     |
| 32  | China Volksrepublik | AB       | Dai Bowei     |
| 33  | China Volksrepublik | MF       | Sun Weijia    |
| 34  | China Volksrepublik | AB       | Li Tongrui    |
| 35  | China Volksrepublik | AB       | Zhang Shuai   |
| 36  | China Volksrepublik | TW       | Teng Shangkun |
| 37  | Chinesisch Taipeh   | ST       | Chen Hao-wei  |
| 40  | China Volksrepublik | MF       | Pi Ziyang     |
| 43  | China Volksrepublik | MF       | Wang Guanqiao |
| 44  | China Volksrepublik | MF       | Wu Junhao     |